# Вербовое (Вольнянский район)
Вербовое (укр. Вербове, до 2016 г. — Жовтневое) — село,
Гнаровский сельский совет,
Вольнянский район,
Запорожская область,
Украина.
Код КОАТУУ — 2321581003. Население по переписи 2001 года составляло 438 человек.

## Географическое положение
Село Вербовое находится на расстоянии в 1 км от села Александровское и на расстоянии в 5 км от сёл Петро-Михайловка, Великодубовое и Терновка.
По селу протекает пересыхающий ручей с запрудой.
Рядом проходит автомобильная дорога М-18 (E 105).

## История
- 1945 год — дата основания.
- 2016 год — село переименовано в «Вербовое», прежнее название «Жовтневое».

## Объекты социальной сферы
- Дом культуры.

## Экология
- В 2-х км от села расположена свалка ЗТМК.